# Papa Legba

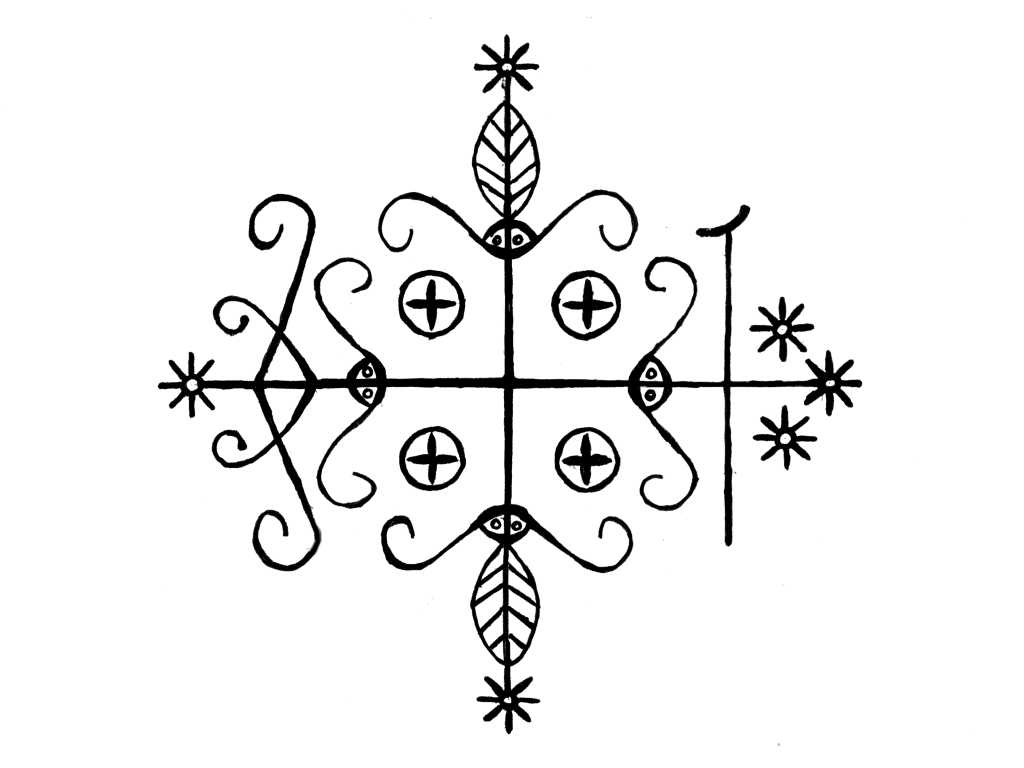
Symbol kultowy veve Papy Legba

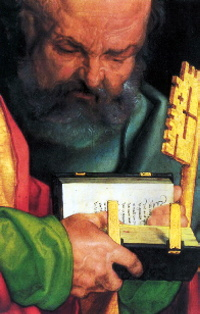
Papa Legba często przedstawiany jest jako św. Piotr

Papa Legba, znany w innych afroamerykańskich religiach tj. candomblé i umbanda pod imieniem Eszu lub Exu lub Elegba, to jeden z bogów-duchów (loa) w panteonie religii voodoo. 
Odgrywa główną rolę w rytuałach. Strażnik granicy między światem żywych i umarłych, "opiekun rozdroży", umożliwia kontakt z duchami zmarłych i innymi istotami duchowymi. Często czczony pod postacią św. Piotra, ponieważ tak samo strzeże wejścia do świata duchowego. Symbol Legby veve przypomina stylizowany klucz. Po śmierci pomaga duchom zmarłych odnaleźć drogę do zaświatów, gdzie spotkają się z loa. 
Papa Legba może też uniemożliwić duchom przenikanie do świata żywych, dlatego często prosi się go o pomoc w przypadku egzorcyzmów, opętania, nawiedzenia domu itp.
Zawsze wzywa się go jako pierwszego loa we wszystkich rytuałach, bo odgrywa rolę pośrednika między ludźmi i duchami. Ceremonie voodoo zawsze rozpoczynają się inwokacją do Legby: Atribon-Legba, usuń dla mnie zaporę, Ojcze Legba usuń zaporę, abym mógł przejść. Kiedy wrócę, powitam loa. Wudu Legba, usuń dla mnie zaporę, żebym mógł wrócić. Kiedy wrócę, podziękuję loa.
W voodoo składa się mu zarówno krwawą ofiarę z białego koguta, jak też zboża i używki (np. kawa, rum, tytoń i cygara).